# Погані банки
Погані банки (англ. Bad Banks) — німецько-люксембурзький телевізійний серіал, який уперше вийшов у лютому 2018 року. У березні 2018 року його було поновлено на другий сезон. У США серіал придбав Hulu.

## Виробництво
Виробництвом займалася Федерація розваг, а перший сезон знімали в Берліні, Франкфурті-на-Майні, Лондоні та Люксембурзі.

## Демонстрація
Перший сезон, що складається з шести серій, було прем'єрно показано у Берліні в лютому 2018 року, а трансляція на ARTE відбулась 2 березня 2018 року. Згодом американська мережа Hulu придбала телесеріал. У серпні 2018 року серіал вийшов у Нідерландах на каналі AVROTROS. Серіал також доступний на Netflix у Німеччині, Люксембурзі, Нідерландах, Швейцарії та Франції. Сезони 1-й та 2-й доступні у Великій Британії на каналі 4 / Walter Presents.

## Акторський склад
| Актор/Актриса  | Роль            | Вік | Деталі                                                          |
| -------------- | --------------- | --- | --------------------------------------------------------------- |
| Паула Бір      | Яна Лейкам      | 25  | Колишній структуратор Crédit International (CI)                 |
| Баррі Атсма    | Габріель Фенгер | 45  | Керівник інвестиційного підрозділу Deutsche Global Invest (DGI) |
| Дезіре Носбуш  | Крістель Леблан | 49  | Виконавчий директор CI                                          |
| Мей Дуонг Кей  | Тао Хоанг       | 28  | Аналітик DGI, член команди Яни                                  |
| Альбрехт Шух   | Адам Пол        | 29  | Продавець DGI, член команди Яни                                 |
| Тобіас Моретті | Квірін Сідоу    | 50  | Фінансовий директор DGI                                         |
| Жан-Марк Барр  | Роберт Хано     | 53  | Генеральний директор DGI                                        |
| Марк Лімпач    | Люк Якобі       | 40  | Колишній банкір CI                                              |
| Жермен Вагнер  | Тіес Якобі      |     | Член правління CI, батько Люка                                  |
| Йорг Шюттауф   | Пітер Шультей   | 53  | Лорд-мер Лейпцигу                                               |
| Джефф Вільбуш  | Ной Вайс        | 33  | Хлопець Яни з 5-річною донькою Фло                              |

## Епізоди

### 1 сезон (2018)
| № серії (загалом) | № серії (в сезоні) | Title                                           | Режисер(и)      | Сценарист(и)                          | Оригінальна дата показу | Глядачів (млн) |
| ----------------- | ------------------ | ----------------------------------------------- | --------------- | ------------------------------------- | ----------------------- | -------------- |
| 1                 | 1                  | «Звільнення» (нім. Die Kündigung)               | Крістіан Швохов | Олівер Кіенле, Яна Бурбах та Ян Галлі | 21 лютого 2018          | Буде визначено |
| 2                 | 2                  | «Слідуйте за мотлохом» (нім. Folge dem Schrott) | Крістіан Швохов | Олівер Кіенле, Яна Бурбах та Ян Галлі | 21 лютого 2018          | Буде визначено |
| 3                 | 3                  | «Чоловік з Лондона» (нім. Der Mann aus London)  | Крістіан Швохов | Олівер Кіенле, Яна Бурбах та Ян Галлі | 22 лютого 2018          | Буде визначено |
| 4                 | 4                  | «Старі борги» (нім. Alte Schulden)              | Крістіан Швохов | Олівер Кіенле, Яна Бурбах та Ян Галлі | 22 лютого 2018          | Буде визначено |
| 5                 | 5                  | «Найважча валюта» (нім. Die härteste Währung)   | Крістіан Швохов | Олівер Кіенле, Яна Бурбах та Ян Галлі | 22 лютого 2018          | Буде визначено |
| 6                 | 6                  | «Левиний притон» (нім. Die Höhle des Löwen)     | Крістіан Швохов | Олівер Кіенле, Яна Бурбах та Ян Галлі | 22 лютого 2018          | Буде визначено |

### 2 сезон (2020)
| № серії (загалом) | № серії (в сезоні) | Назва                                                               | Режисер(и)      | Сценарист(и)  | Оригінальна дата показу | Глядачів (млн) |
| ----------------- | ------------------ | ------------------------------------------------------------------- | --------------- | ------------- | ----------------------- | -------------- |
| 7                 | 1                  | «Чудовий новий світ» (нім. Schöne neue Welt)                        | Крістіан Цюберт | Олівер Кіенле | 30 січня 2020           | Буде визначено |
| 8                 | 2                  | «Вмираючі банки» (нім. Bankensterben (ZDF) / Der neue Gegner (Arte) | Крістіан Цюберт | Олівер Кіенле | 30 січня 2020           | Буде визначено |
| 9                 | 3                  | «Побічний збиток» (нім. Kollateralschaden)                          | Крістіан Цюберт | Олівер Кіенле | 30 січня 2020           | Буде визначено |
| 10                | 4                  | «Сьогоднішні переможці» (нім. Die Gewinner von heute)               | Крістіан Цюберт | Олівер Кіенле | 30 січня 2020           | Буде визначено |
| 11                | 5                  | «Паранойя» (нім. Paranoia (ZDF) / Dunkelheit (Arte))                | Крістіан Цюберт | Олівер Кіенле | 30 січня 2020           | Буде визначено |
| 12                | 6                  | «Хай живе Королева» (нім. Long live the Queen)                      | Крістіан Цюберт | Олівер Кіенле | 30 січня 2020           | Буде визначено |

## Цікаві факти
- Сцени готельного номера Габріеля Фенгера знімали в готелі «Roomers» у Франкфурті, Німеччина[6]
- У 4-му епізоді 2-го сезону серіалу звучить пісня «Вставай» (2015) українського хіп-хоп та реп-виконавця Yarmak.